# Mesarmadillo ghanensis
Mesarmadillo ghanensis är en kräftdjursart som beskrevs av Franco Ferrara och Helmut Schmalfuss 1976. Mesarmadillo ghanensis ingår i släktet Mesarmadillo och familjen Eubelidae. Inga underarter finns listade i Catalogue of Life.